# そこが聞きたい!ニッポンの明日
そこが聞きたい!ニッポンの明日（そこがききたい!にっぽんのあした）は、2006年10月1日から2010年3月28日までフジテレビジョンをキーステーションに、フジネットワークとBSフジで放送されていた政府広報番組。

## 概要
- 内閣府提供。フジテレビ・共同テレビジョンの制作。枠自体は5分間だが、実際の放送時間は3分強である。
- 字幕放送。なお、2009年12月現在一部地域ではハイビジョンではなく、地上デジタル放送およびワンセグでは両サイド黒帯のSD画質で放送されている。
- 閣僚や政府関係者などが、政府のさまざまな取り組みについて、質問に答えるスタイルで説明する。
- 元は小泉内閣の取り組みを説明する「そこが知りたい!構造改革」という番組だったが、小泉退陣に伴い、それに先立つ形で2006年6月に今の番組に衣替えした。
- 事業仕分けでの政府広報に関する予算削減の影響から2010年3月末を以て終了した。これによりそこが聞きたい!シリーズが8年間の歴史に幕を閉じた。

## 放送日時
| 放送日時                | 放送する局 |
| ----------------------- | --- |
| 日曜8:55～9:00          | フジテレビ、岩手めんこいテレビ、仙台放送、 富山テレビ、テレビ静岡、山陰中央テレビ、 岡山放送、テレビ愛媛、サガテレビ、沖縄テレビ |
| 日曜6:55～7:00          | 鹿児島テレビ |
| 日曜11:45～11:50        | 北海道文化放送、新潟総合テレビ、石川テレビ、 関西テレビ、テレビ西日本、テレビくまもと                                            |
| 日曜14:55～15:00        | 福井テレビ、テレビ新広島 |
| 日曜17:25～17:30        | 秋田テレビ、さくらんぼテレビ、福島テレビ、 長野放送、東海テレビ、高知さんさんテレビ、 テレビ長崎、テレビ大分、テレビ宮崎         |
| 第1・第2土曜9:45～10:00 | BSフジ |

### 備考
- BSフジでは、ある程度まとめて放送される。
- 福井テレビとテレビ新広島では、『競馬beat』が重賞拡大中継となる場合は時間が変更される。
- 北海道文化放送では、大阪国際女子マラソン及び名古屋国際女子マラソンを中継する場合、11:35に時間変更される。
- 2009年1月4日放送分は「新報道2001」が年始特番で休みだったため、通常8:55に放送されている局は1時間遅れの9:55に放送されていた。
- 2009年7月26日放送分は「26時間テレビ2009」で休みだったため、各局で放送時間が振り替えられた（フジテレビでは翌日午後の「チャンネルα」内で 14:07 - 14:12 に振替放送）。